# زاوية سيدي الحاج بلقاسم
زاوية سيدي الحاج بلقاسم قصر من أكبر قصور مدينة تيميمون الواقع في ناحية غربها والمحاذي لها حيث يبعد عنها بحوالي 2.800 متر  يتميز هذا القصر بعراقته وأصالته لقدم تأسيسه الذي يزيد عن 6 قرون خلت من طرف ولي صالح الذي سمي القصر باسمه وهو سيدي الحاج بلقاسم بن لحسن حيث اسس زاوية قرآنية لتعليم القرآن والسنة النبوية الشريفة على المذهب المالكي ومن ثم بدأ يكبر ويترعرع إلى أن صار كما هو الآن.
ومعظم سكانه من أصل عربي قرشي من ذرية الخليفة الثالث عثمان بن عفان  إلى جانب بعض السكان من أصل إفريقي تم جلبهم أو شراءهم من أسواق النخاسة (الرقيق) المشهورة في القرن التاسع والعاشر الهجري المسماة بعين صالح.